# مجموعه سرآب آبیار (سرآب رجب)
مجموعه سرآب آبیار (سرآب رجب) مربوط به دوره صفوی تا دوره معاصر است و در میبد، جنوب محله بالا، بازار میبد واقع شده و این اثر در تاریخ ۲ بهمن ۱۳۸۲ با شمارهٔ ثبت ۱۰۸۷۶ به‌عنوان یکی از آثار ملی ایران به ثبت رسیده است.